# Liste der Ständigen Vertreter Frankreichs bei der UNESCO
Diese Seite listet die Ständigen Vertreter Frankreichs bei der Organisation der Vereinten Nationen für Erziehung, Wissenschaft und Kultur (UNESCO) in Paris auf.
Frankreich gehörte am 4. November 1946 zu den Gründungsmitgliedern der UNESCO; die französische UNESCO-Kommission wurde ebenfalls 1946 gegründet. Zu den Aufgaben des Leiters der Mission gehört die Koordination zwischen französischer Regierung und den Organen der UNESCO, unter anderem bei der Umsetzung der Welterbekonvention in Frankreich.

## Ständige Vertreter

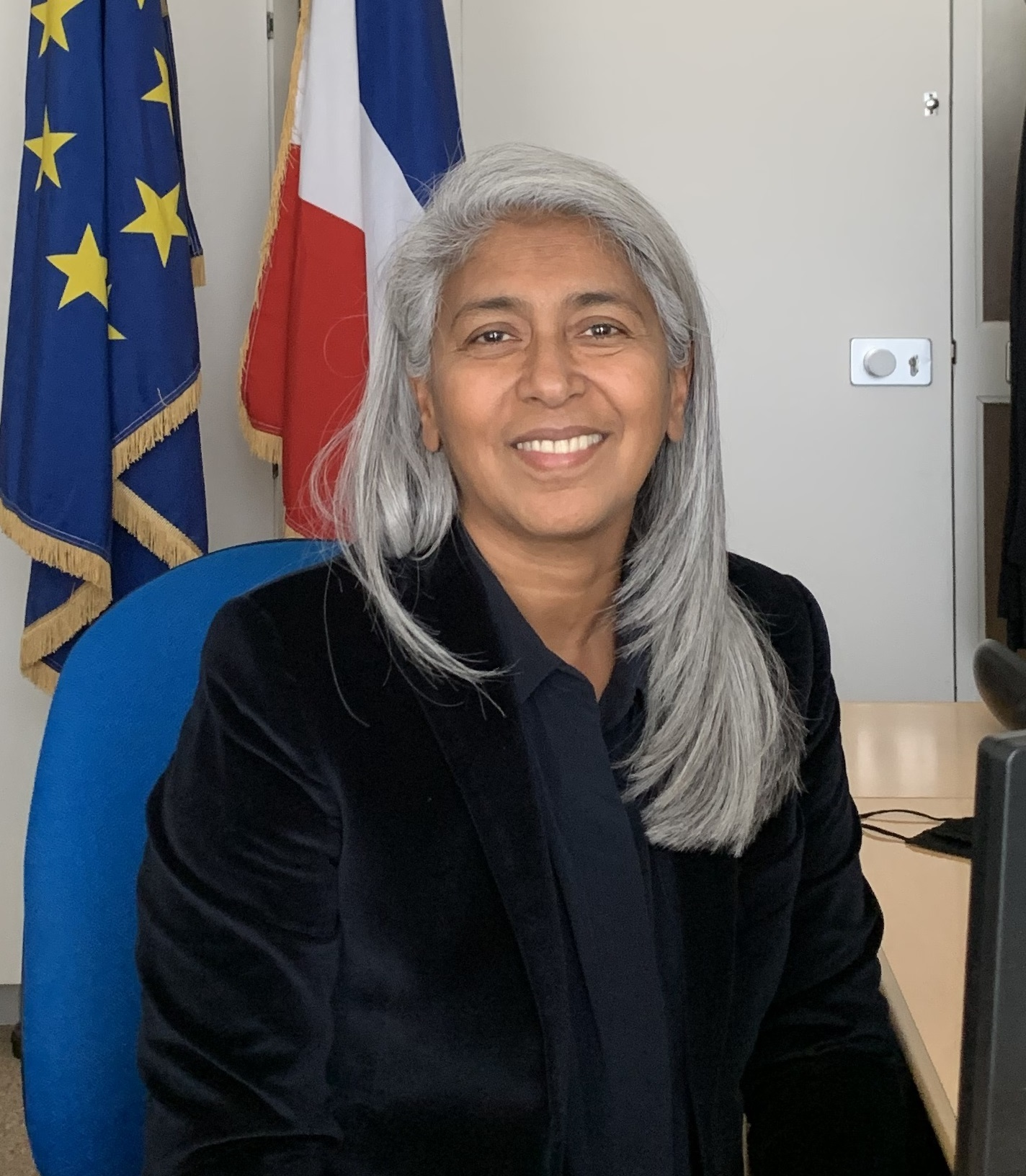
Véronique Roger-Lacan, derzeitige Ständige Vertreterin

- 1970–1976: Pierre Maillard
- 1976–1981: François Valéry
- 1981–1985: Jacqueline Baudrier
- 1985–1986: Gisèle Halimi
- 1986–1988: Marie-Claude Cabana
- 1988–1990: François-Régis Bastide
- 1990–1994: Pierre-Jean Rémy
- 1994–1995: Hervé Bourges
- 1995–1996: Claude Harel
- 1996–1997: Françoise de Panafieu
- 1997–2002: Jean Musitelli
- 2002–2007: Jean Guéguinou
- 2007–2008: Joëlle Bourgois
- 2008–2010: Catherine Colonna
- 2010–2011: Rama Yade
- 2011–2013: Daniel Rondeau
- 2013–2016: Philippe Lalliot
- 2016–2019: Laurent Stefanini
- 2019–heute: Véronique Roger-Lacan

Stand: Januar 2023